# فينيقيا تحت الحكم الهلنستي
لبنان تحت الحكم الهلنستي هي الفترة التي وقع فيها لبنان على غرار المدن الفينيقية في بلاد الشام تحت حكم الإسكندر الأكبر خلال القرن الرابع قبل الميلاد.